# Ian McCoshen
Ian James McCoshen (né le 5 août 1995 à Anaheim dans l'État de Californie aux États-Unis) est un joueur professionnel américain de hockey sur glace. Il évolue au poste de défenseur.

## Biographie
Né à Anaheim en Californie, il a grandi dans la ville de Hudson dans le Wisconsin. Joueur issu des Black Hawks de Waterloo dans l'USHL, il est repêché au deuxième tour comme 31e joueur choisi par les Panthers de la Floride lors du repêchage d'entrée dans la LNH 2013. Il rejoint ensuite l'université Boston College en jouant pour l'équipe des Eagles.
Après trois ans passés avec l'équipe, il devient professionnel en 2016-2017 et joue principalement pour les Thunderbirds de Springfield, qui sont affiliés aux Panthers dans la LAH. Il fait ses débuts dans la LNH avec les Panthers durant la même saison en prenant part à trois parties.
Le 23 octobre 2019, il est échangé aux Blackhawks de Chicago en retour de l'attaquant Aleksi Saarela.

## Statistiques

### En club
| Saison     | Équipe                      | Ligue       |    | Saison régulière | Saison régulière | Saison régulière | Saison régulière | Saison régulière |   | Séries éliminatoires | Séries éliminatoires | Séries éliminatoires | Séries éliminatoires | Séries éliminatoires |
| Saison     | Équipe                      | Ligue       | PJ | B                | A                | Pts              | Pun              | PJ               | B | A                    | Pts                  | Pun                  |                      |                      |
| 2010-2011  | Black Hawks de Waterloo     | USHL        | 42 | 0                | 6                | 6                | 38               | 2                | 0 | 0                    | 0                    | 0                    |                      |                      |
| 2011-2012  | Black Hawks de Waterloo     | USHL        | 55 | 8                | 12               | 20               | 43               | 15               | 4 | 3                    | 7                    | 6                    |                      |                      |
| 2012-2013  | Black Hawks de Waterloo     | USHL        | 53 | 11               | 33               | 44               | 48               | 5                | 2 | 2                    | 4                    | 4                    |                      |                      |
| 2013-2014  | Boston College              | Hockey East | 35 | 5                | 8                | 13               | 48               | -                | - | -                    | -                    | -                    |                      |                      |
| 2014-2015  | Boston College              | Hockey East | 35 | 6                | 10               | 16               | 63               | -                | - | -                    | -                    | -                    |                      |                      |
| 2015-2016  | Boston College              | Hockey East | 40 | 6                | 15               | 21               | 86               | -                | - | -                    | -                    | -                    |                      |                      |
| 2016-2017  | Thunderbirds de Springfield | LAH         | 68 | 4                | 12               | 16               | 37               | -                | - | -                    | -                    | -                    |                      |                      |
| 2016-2017  | Panthers de la Floride      | LNH         | 3  | 0                | 1                | 1                | 0                | -                | - | -                    | -                    | -                    |                      |                      |
| 2017-2018  | Panthers de la Floride      | LNH         | 38 | 3                | 1                | 4                | 25               | -                | - | -                    | -                    | -                    |                      |                      |
| 2017-2018  | Thunderbirds de Springfield | LAH         | 2  | 0                | 1                | 1                | 2                | -                | - | -                    | -                    | -                    |                      |                      |
| 2018-2019  | Thunderbirds de Springfield | LAH         | 38 | 0                | 9                | 9                | 49               | -                | - | -                    | -                    | -                    |                      |                      |
| 2018-2019  | Panthers de la Floride      | LNH         | 19 | 1                | 1                | 2                | 8                | -                | - | -                    | -                    | -                    |                      |                      |
| 2019-2020  | Thunderbirds de Springfield | LAH         | 7  | 0                | 4                | 4                | 4                | -                | - | -                    | -                    | -                    |                      |                      |
| 2019-2020  | IceHogs de Rockford         | LAH         | 56 | 2                | 6                | 8                | 74               | -                | - | -                    | -                    | -                    |                      |                      |
| 2020-2021  | Wild de l'Iowa              | LAH         | 11 | 0                | 4                | 4                | 13               | -                | - | -                    | -                    | -                    |                      |                      |
| 2021-2022  | Silver Knights de Henderson | LAH         | 60 | 2                | 9                | 11               | 60               | 2                | 0 | 1                    | 1                    | 0                    |                      |                      |
| 2023-2024  | Ässät                       | Liiga       | 59 | 7                | 21               | 28               | 52               | 8                | 0 | 4                    | 4                    | 6                    |                      |                      |
| Totaux LNH | Totaux LNH                  | Totaux LNH  | 60 | 4                | 3                | 7                | 33               | -                | - | -                    | -                    | -                    |                      |                      |

### En équipe nationale
| Année | Équipe         | Compétition                 |   | PJ | B | A | Pts | Pun      |  | Résultat |
| 2014  | États-Unis U20 | Championnat du monde junior | 5 | 0  | 0 | 0 | 4   | 5e place |  |          |
| 2015  | États-Unis U20 | Championnat du monde junior | 5 | 0  | 0 | 0 | 0   | 5e place |  |          |

## Trophées et honneurs personnels
- 2012-2013 : nommé dans la première équipe d'étoiles de l'USHL.
- 2015-2016 : nommé dans la deuxième équipe d'étoiles de Hockey East.